# Варме (село)

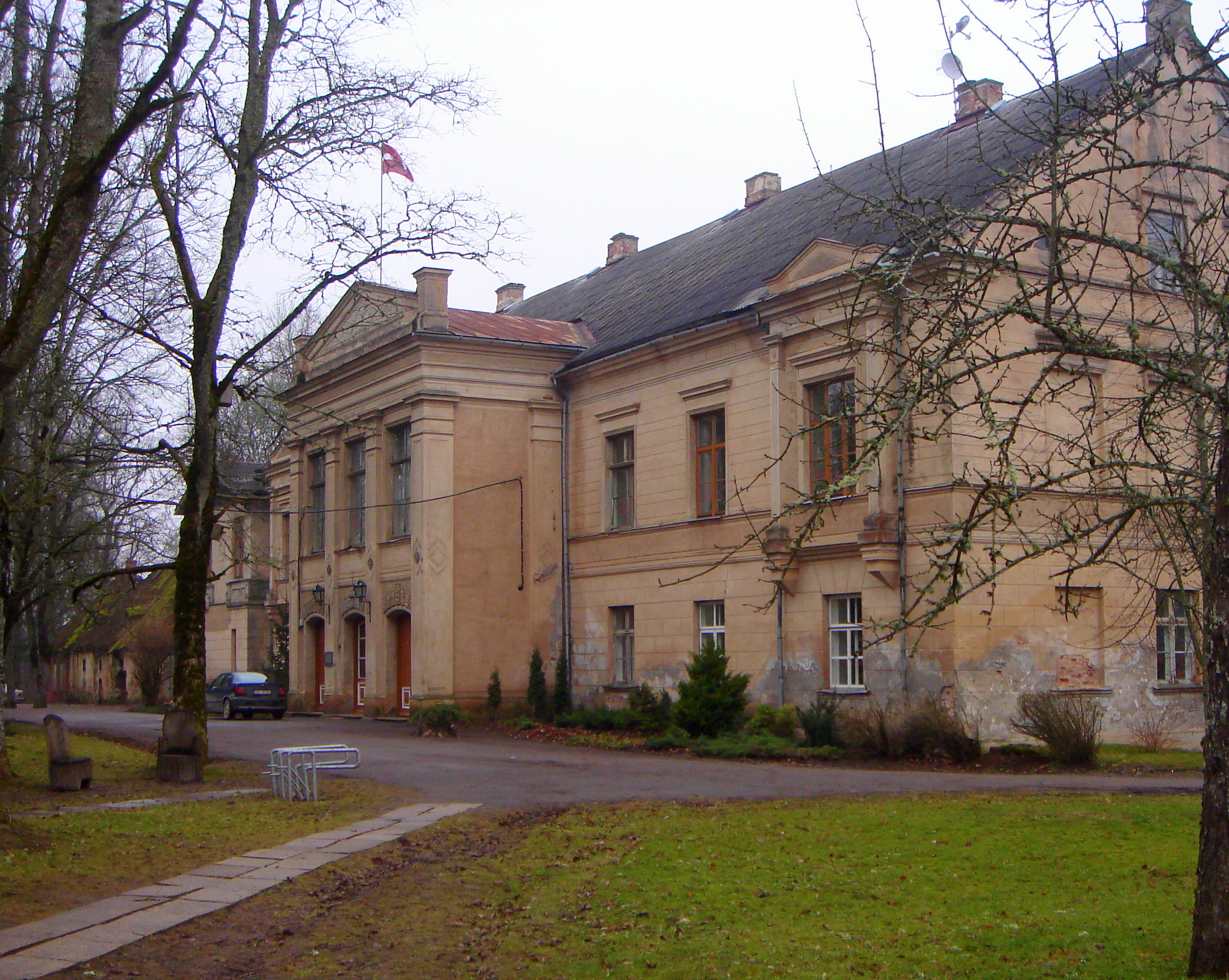
Поместье Варме

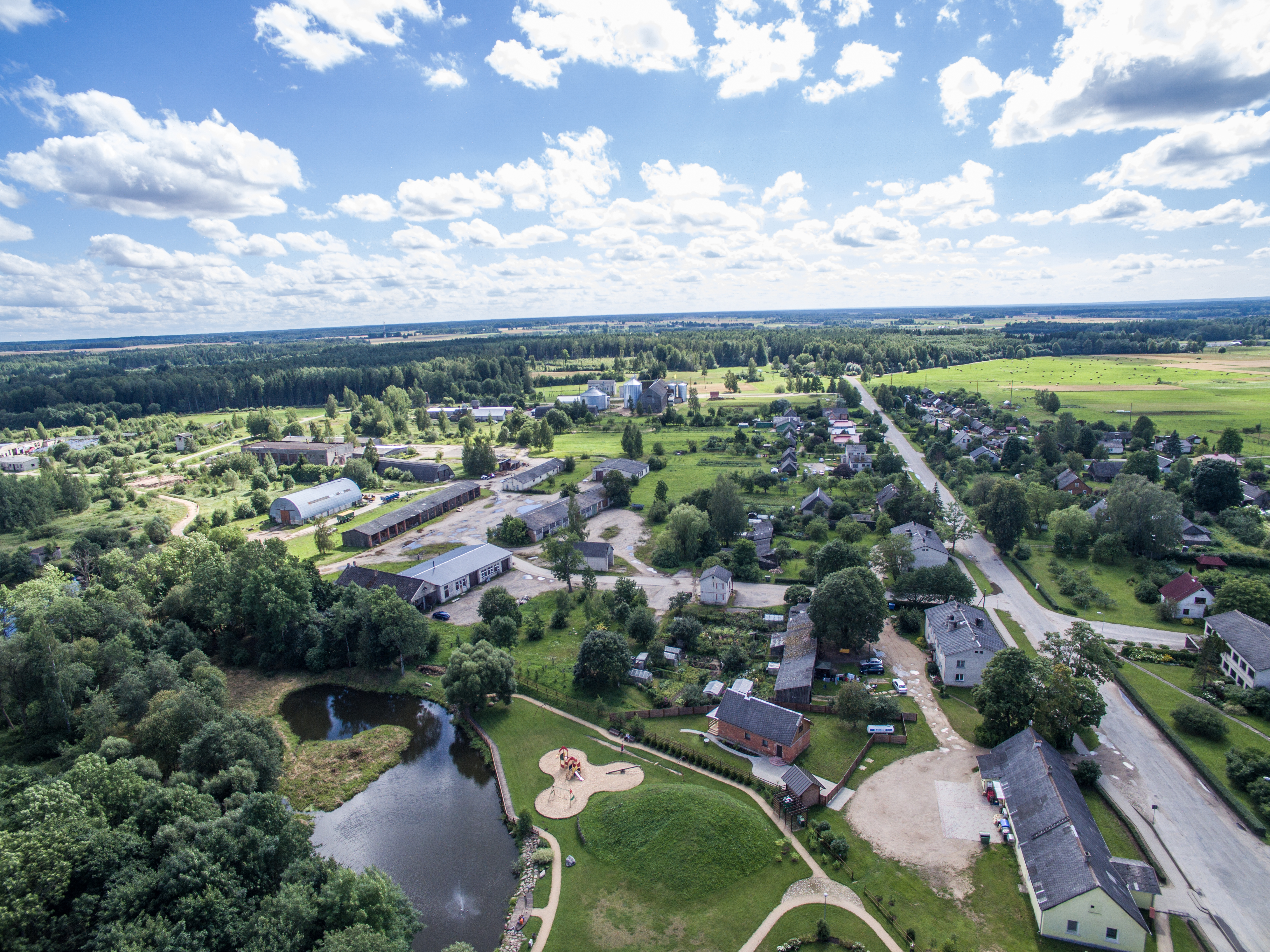
Вид сверху

Варме (латыш. Vārme) — населённый пункт в Кулдигском крае Латвии. Административный центр Вармской волости. Расстояние до города Кулдига составляет около 25 км. По данным на 2005 год, в населённом пункте проживало 500 человек. Есть волостная администрация, начальная школа, детский сад, библиотека, молодёжный центр, спортивный зал, почтовое отделение, аптека, поместье и школьный музей.

## История
Впервые упоминается в 1461 году как Ворменсате. Село являлось центром поместья Варме (Вормен).
В советское время населённый пункт был центром Вармского сельсовета Кулдигского района. В селе располагалась центральная усадьба колхоза «Варме».